# 가켈 해령
가켈 해령'(Gakkel Ridge) 또는 북극해 중앙 해령은 북극해 가운데 있는, 유라시아판과 북아메리카판의 발산형 경계이다. 길이 약 1,800km의 이 해령은 대서양 중앙 해령과 연결되며, 북극해를 지나 랍테프해까지 이어진다.